# NORCECA Final Four maschile 2024
La NORCECA Final Four 2024, 3ª edizione dell'omonima competizione maschile di pallavolo, si è svolta dal 14 al 16 giugno 2024: al torneo hanno partecipato quattro squadre nazionali nordamericane e la vittoria finale è andata per la prima volta a Porto Rico.

## Impianti
|                                                                     |  |  |
|                                                                     |  |  |
| Coliseo Salvador Dijols Città: Ponce Capienza: ? Anno d'apertura: ? |  |  |

## Regolamento

### Formula
Le squadre hanno disputato un'unica fase con formula del girone all'italiana.

### Criteri di classifica
Se il risultato finale è stato di 3-0 sono stati assegnati 5 punti alla squadra vincente e 0 a quella sconfitta, se il risultato finale è stato di 3-1 sono stati assegnati 4 punti alla squadra vincente e 1 a quella sconfitta, se il risultato finale è stato di 3-2 sono stati assegnati 3 punti alla squadra vincente e 2 a quella sconfitta.
L'ordine del posizionamento in classifica è stato definito in base a:
- Numero di partite vinte;
- Punti;
- Ratio dei punti realizzati/subiti;
- Ratio dei set vinti/persi;
- Risultati degli scontri diretti.

## Squadre partecipanti
| Squadra         | Qualificazione      | Ultima partecipazione |
| --------------- | ------------------- | --------------------- |
| Guatemala       | -                   | Messico 2023          |
| Messico         | -                   | Messico 2023          |
| Porto Rico      | Paese organizzatore | Messico 2023          |
| Rep. Dominicana | -                   | Messico 2023          |

## Torneo

### Risultati
| 14 giugno 2024 Coliseo Salvador Dijols, Ponce Durata: 1h:21 - Spettatori: 200   | Messico         | 0 - 3 | Rep. Dominicana | 24-26, 18-25, 13-25              |
| 14 giugno 2024 Coliseo Salvador Dijols, Ponce Durata: 1h:13 - Spettatori: 500   | Porto Rico      | 3 - 0 | Guatemala       | 25-19, 25-17, 25-10              |
| 15 giugno 2024 Coliseo Salvador Dijols, Ponce Durata: 1h:16 - Spettatori: 400   | Guatemala       | 0 - 3 | Messico         | 25-27, 23-25, 17-25              |
| 15 giugno 2024 Coliseo Salvador Dijols, Ponce Durata: 1h:16 - Spettatori: 1 500 | Rep. Dominicana | 0 - 3 | Porto Rico      | 20-25, 28-30, 20-25              |
| 16 giugno 2024 Coliseo Salvador Dijols, Ponce Durata: 1h:52 - Spettatori: 300   | Rep. Dominicana | 3 - 2 | Guatemala       | 25-17, 25-27, 23-25, 25-20, 15-7 |
| 16 giugno 2024 Coliseo Salvador Dijols, Ponce Durata: 1h:47 - Spettatori: ?     | Porto Rico      | 3 - 1 | Messico         | 23-25, 25-14, 25-22, 25-21       |

### Classifica
| Pos. | Squadra         | Pt | G | V | P | SV | SP | Ratio | PF  | PS  | Ratio |
| ---- | --------------- | -- | - | - | - | -- | -- | ----- | --- | --- | ----- |
| 1.   | Porto Rico      | 14 | 3 | 3 | 0 | 9  | 1  | 9,000 | 253 | 196 | 1,290 |
| 2.   | Rep. Dominicana | 8  | 3 | 2 | 1 | 6  | 5  | 1,200 | 257 | 231 | 1,112 |
| 3.   | Messico         | 6  | 3 | 1 | 2 | 4  | 6  | 0,666 | 214 | 239 | 0,895 |
| 4.   | Guatemala       | 2  | 3 | 0 | 3 | 2  | 9  | 0,222 | 207 | 265 | 0,781 |

## Classifica finale
| Pos     | Squadra         | Rosa |
| ------- | --------------- | --- |
| Oro     | Porto Rico      | Formazione: 2 Lawrence, 3 Hoyos, 4 Del Valle, 5 K. Rodriguez, 7 Iglesias, 8 López, 9 Molina, 12 García, 14 Vargas, 15 J. Rodríguez, 16 Ellis, 17 Alomar, 18 Elías, 24 Cabrera, CT: Torres |
| Argento | Rep. Dominicana | Formazione: 1 Tapia, 2 Molina, 4 Hernández, 5 Miéses, 6 Figueroa, 7 de Jesús, 8 López, 9 Almonte, 12 Arredondo, 13 Burgos, 15 Rosario, 18 Ortiz, CT: Gutiérrez                            |
| Bronzo  | Messico         | Formazione: 1 Ceballos, 2 J. Hernández, 3 Bravo, 4 Ferrán, 5 Parra, 8 Mendoza, 9 Téllez, 10 Sanay, 11 López, 12 Fuentes, 23 Sánchez, 33 Maldonado, 48 F. Hernández, CT: Schwanke          |
| 4       | Guatemala       | Formazione: 1 Pérez, 2 López, 3 González, 4 Zavala, 6 Caballeros, 7 Ruano, 8 Ralón, 9 Delgado, 11 Leonardo, 12 Molina, 14 Chinchilla, 15 Hernández, CT: Lucas                             |

## Premi individuali
| Premio                | Nome             | Squadra         |
| --------------------- | ---------------- | --------------- |
| MVP                   | Kevin Rodríguez  | Porto Rico      |
| Miglior realizzatore  | Pedro Molina     | Porto Rico      |
| Miglior servizio      | Pedro Molina     | Porto Rico      |
| Miglior difesa        | Enger Miéses     | Rep. Dominicana |
| Miglior ricevitore    | Henry López      | Rep. Dominicana |
| Miglior palleggiatore | Kevin Rodríguez  | Porto Rico      |
| Miglior opposto       | Klistan Lawrence | Porto Rico      |
| Miglior schiacciatore | Pedro Molina     | Porto Rico      |
| Miglior schiacciatore | Pelegrín Vargas  | Porto Rico      |
| Miglior centrale      | Rafael Burgos    | Rep. Dominicana |
| Miglior centrale      | Víctor Parra     | Messico         |
| Miglior libero        | Enger Miéses     | Rep. Dominicana |